# Marco Ruben
Marco Gastón Ruben Rodríguez (Capitán Bermúdez, Santa Fe, Argentina; 26 de octubre de 1986) es un exfutbolista argentino que se desempeñaba como delantero.
El 2 de junio de 2024 vuelve a jugar para Club Atlético Rosario Central -club donde debutó y se consagró campeón (Copa Argentina 2018) y es ídolo- anotando el gol del empate ante Lanús sobre el final del partido. Ruben se había retirado en mayo de 2022 como el máximo goleador de Central en la era profesional de AFA (1939-presente) y también de la ciudad de Rosario (sin tener en cuenta la era amateur) al concretar 105 goles. Es, además,  uno de los jugadores que más goles anotó ante Newell's en la historia del Clásico rosarino.

## Trayectoria
Nació en la localidad de Capitán Bermúdez (unos 20 km al norte del centro de la ciudad de Rosario), pero vivió toda su infancia y adolescencia en Fray Luis Beltrán, ambas en el norte del Gran Rosario, a orillas del río Paraná.

### Rosario Central
Realizó las inferiores en Club Atlético Rosario Central, equipo con el cual comenzó su carrera profesional en el año 2004 con apenas 17 años de edad. Debutó el 25 de agosto en la fecha 3 del Torneo Apertura contra Quilmes, que culminó en empate por 0 a 0; en este cotejo se produjo el retorno de Ángel Tulio Zof a la conducción técnica, tras haber anunciado su retiro en 1997.
 En este mismo torneo marcó su primer gol, a Racing Club el 23 de octubre, triunfo 2-0 en el Estadio Presidente Perón. Sumó 28 presencias en la temporada y un tanto más. Durante el Torneo Apertura 2005 logró ir ganándole el puesto de centrodelantero a Emanuel Villa, con el que muchas veces compartía dupla de atacantes, y fue el máximo anotador del equipo con 6 goles; además tuvo en este semestre sus primeros partidos a nivel internacional al participar en la Copa Sudamericana 2005. Para 2006 se afirmó como goleador al conseguir 15 tantos. Durante la primera parte del año marcó tres por la Copa Libertadores y cinco en el Torneo Clausura. En el segundo semestre compartió delantera con el experimentado jugador internacional costarricense Paulo Wanchope y sumó siete conquistas, una de ellas en el triunfo ante Newell's 4-1, donde también anotaron la Cobra, Eduardo Coudet y Kily González. Cerró su primera etapa en el club con 89 partidos jugados y 23 goles convertidos.

### River Plate
Sus buenas actuaciones en Rosario Central le valieron ser transferido a River Plate, junto a sus compañeros Cristian Villagra y Juan Ojeda. El cuadro porteño desembolsó 8 millones de dólares, de los cuales 5 correspondieron a la ficha de Ruben. En el Torneo Clausura 2007 disputó 17 partidos y marcó 3 goles, dos de ellos a Rosario Central en la victoria millonaria 2-0 por la 12.ª fecha. Durante el Torneo Apertura hizo 4 tantos en 12 cotejos; además sumó durante ese 2007 8 presencias por torneos internacionales.

### Recreativo de Huelva y Villarreal

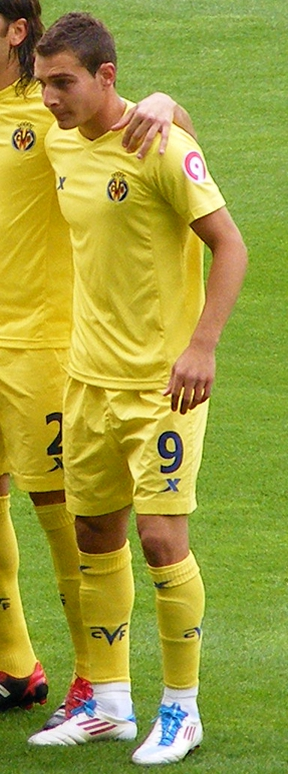
Ruben con Villarreal en 2011.

En enero de 2008 fue adquirido por el Villarreal CF español, a cambio de 7 millones de dólares e inmediatamente después fue cedido a préstamo a Recreativo de Huelva hasta el 30 de junio de 2008. En el equipo onubense consiguió 4 tantos en 14 partidos en sus primeros seis meses, incluyendo dos a FC Barcelona el 12 de abril (empate 2-2). El préstamo se extendió un año más y colaboró con 3 anotaciones en 29 juegos.
Terminada su cesión en Huelva pasó a jugar en el Villarreal B, recién ascendido a Segunda División. Durante el Campeonato 2009-10 de la categoría anotó 18 goles en 31 partidos, siendo subido por Juan Carlos Garrido al primer equipo en febrero de 2010 para disputar 4 encuentros de la Liga y uno por la ida de los dieciseisavos de final de la Europa League en El Madrigal ante Wolfsburgo el día 18, en el cual marcó su primer gol poniendo el 2 a 2 en el minuto 85. Las dos temporadas siguientes las jugó ya afirmado en el equipo principal del Submarino Amarillo. Durante la 2010-11 jugó 47 encuentros y convirtió 11 goles entre Liga, Copa del Rey y Europa League; en la primera Villarreal finalizó en cuarto puesto, en la segunda cuartofinalista y en la competencia internacional semifinalista. Para el siguiente año deportivo Ruben continuó desplegando buenos rendimientos, marcando 9 tantos y habiendo jugado en la Liga de Campeones de la UEFA, pero la campaña de Villarreal en la Primera División de España 2011-12 fue mala y el equipo descendió.

### Dinamo Kiev, Évian y Tigres
Tras la pérdida de categoría, la dirigencia de Villarreal decidió desprenderse de Ruben, ya que por él llegaban ofertas interesantes en el aspecto económico. Finalmente fue FC Dinamo de Kiev de Ucrania quien contrató sus servicios adquiriendo su ficha por 14 millones de euros. En este equipo no logró adaptarse, anotando un solo gol en 14 partidos durante la temporada 2012-13. Fue cedido a préstamo a Évian Thonon Gaillard FC y con el cual disputó la Ligue 1 2013-14; allí tampoco consiguió regularidad en su rendimiento, ya que sumó 29 presencias (incluyendo Copa de Francia y Copa de la Liga) pero consiguió un solo tanto. Su siguiente destino fue Tigre de México, equipo con el que fue subcampeón del Torneo Apertura 2014 con 10 partidos y sin anotaciones, aunque sí anotó un gol por la Copa México Apertura 2014, en la cual fue semifinalista.

### Vuelta a Rosario Central y retiro
En diciembre de 2014 llegó a Rosario Central, el club de sus amores, después de no ser tenido en cuenta por el Tigres UANL de México. Tras un paso con más pena que gloria dentro del balompié azteca, se convirtió en el primer refuerzo de Rosario Central para la vuelta de torneos largos del 2015. Marco figuraba como una de las prioridades en la lista de refuerzos de Eduardo Coudet, flamante DT del equipo rosarino.
Anotó su primer tanto desde su vuelta a Rosario Central en la Fecha 2 del Campeonato de Primera División 2015 frente a Tigre, poniendo el 2 a 1 y dándole la victoria a su equipo en los últimos segundos de partido. Fue la gran figura del torneo, donde al final de la temporada se consagró goleador del Campeonato de Primera División tras convertir 21 goles en 30 partidos. Uno de ellos lo marcó en el clásico rosarino, donde los canallas derrotaron 1 a 0 por cuarta vez consecutiva a Newell’s Old Boys en el Coloso del Parque. Sumó además 3 tantos por la Copa Argentina 2014-15), en la cual Central fue subcampeón tras perder 2 a 0 ante Boca Juniors con un arbitraje polémico de Diego Ceballos y el asistente Marcelo Aumente, que no cobraron un tiro penal a favor de los rosarinos en la primera etapa y sí otro en el complemento a favor de los porteños por una supuesta falta que ni siquiera había ocurrido dentro del área, además de convalidar un gol en fuera de juego de Andrés Chávez.
Después de un gran año con excelentes actuaciones, la dirigencia canalla decidió comprar la totalidad del pase al Dínamo de Kiev. Ante la reticencia inicial de los ucranianos a transferirlo al canalla, Ruben llegó a amenazar con retirarse de la actividad si la operación no se concretaba. El 15 de enero de 2016 se confirma la compra del delantero por una cifra cercana a los 5 millones de dólares y firma un contrato con Rosario Central por tres años.
En el 2016 se pierde la primera fecha del torneo, debido a una inflamación en el tendón de Aquiles, y debuta en el clásico rosarino ante Newell's en la segunda jornada, convirtiendo el segundo gol en la nueva victoria canalla por 2 a 0 ante su eterno rival. Termina el 2016 siendo el goleador del equipo de Arroyito por segundo año consecutivo con 22 goles, 8 de ellos en la Copa Libertadores 2016. Nuevamente llega a la final de Copa Argentina y a pesar de convertir dos goles su equipo cae 4 a 3 frente a River Plate en el Estadio Mario Alberto Kempes de la ciudad de Córdoba.
Durante el año y medio siguiente su rendimiento se ve afectado por lesiones y a un problema personal, la muerte de su abuelo a manos de un delincuente. Aun así logra marcar goles importantes como el cuarto de su cuenta personal en clásicos rosarinos en la victoria sobre Newell's por 3-1 el 14 de mayo de 2017 y el único del partido ante Boca el 26 de noviembre del mismo año.
En 2018, formó parte del plantel campeón de Rosario Central que obtuvo la Copa Argentina, siendo Ruben uno de los delanteros titulares en la mayoría de los partidos disputados por el club auriazul en dicho torneo.
En enero de 2019 Marco dejó el club de sus amores en busca de un cambio de aire emigrando -a préstamo por un año y con opción de compra- a Club Athletico Paranaense.
Para 2021, volvió a la actividad profesional y el 28 de noviembre de 2021 se convirtió en el mayor goleador de la historia de Rosario Central en la era profesional de AFA (1939-presente), superando a Waldino Aguirre anotando dos goles contra River Plate en un vibrante empate a dos. El 23 de abril de 2022, se convirtió en el máximo goleador histórico de Rosario Central en la era profesional de AFA, con 104 goles, quedando 3.º en el podio de la historia entera, solo superado por los hermanos Harry y Ennis Hayes, quienes brillaron en el club en las décadas de 1910 y 1920 del siglo pasado.
A principios de mayo de 2022, los medios de Rosario y Argentina anunciaron que Rubén se retiraría después del partido del 7 de mayo frente a Estudiantes de La Plata. En este último partido marcó el 3 a 0 (que luego sería 3 a 1 final) siendo este su último gol. Se terminó retirando con 105 goles en 262 presencias con el canalla.

### Vuelta al fútbol profesional - Deportivo Maldonado
El 20 de noviembre de 2023, las cuentas oficiales del club uruguayo Deportivo Maldonado anunciaron a Marco Ruben como el primer refuerzo de cara a la temporada 2024, marcando el regreso al fútbol profesional del jugador tras 18 meses de inactividad. El 2 de diciembre de 2023, Marco ingresó en el minuto 73, en la derrota por 2 a 0 frente a Liverpool, quien entonces era el puntero del campeonato uruguayo.

### Quinto ciclo en Rosario Central
El 26 de mayo de 2024, ante diversos rumores y declaraciones, Rosario Central oficializa el regreso de Marco tras 2 años de su último partido en el club y su eventual despedida, allá por mayo del año 2022. El club publica en redes sociales y sus plataformas digitales un emotivo video titulado "La historia continúa", en el que se puede visualizar el crecimiento de un hincha canalla en paralelo a la evolución de Ruben en la institución. Éste regreso representa el quinto ciclo que el futbolista disputará en el club.
Su tan ansiado regreso se da el día 2 de junio, en el marco de la fecha 4 de la Liga Profesional 2024, en donde Central recibía a Lanús en el Gigante de Arroyito. El resultado fue 1 a 1 y Ruben marcó el gol del empate en el minuto 94 del partido, convirtiendo así, su gol número 106 con la camiseta de Central.
Marco se retiró de forma definitiva el 14 de diciembre de 2024. En ese encuentro, Rosario Central enfrentó y derrotó 2 a 1 a Godoy Cruz en el Gigante de Arroyito con goles de Damián Martínez y Santiago Segovia.

## Selección nacional

### Selección sub-23
Fue convocado para un amistoso con la Selección Argentina sub-23 ante Guatemala que se llevó a cabo en Los Ángeles en febrero de 2008 en preparación para los Juegos Olímpicos. Marco marcó el último gol de la victoria por 5 a 0. Si bien Ruben no integró la lista definitiva para afrontar la competencia, quedó como uno de los futbolistas de reserva para intervenir en caso de alguna baja por lesión.

### Selección mayor
Su debut en la selección mayor fue el 5 de junio de 2011 y se produjo en un partido contra Polonia donde Argentina presentó un equipo alternativo. En dicho partido anotó el gol argentino (derrota 2 a 1).
| 1                  | 5-2-2008 | Los Ángeles | Guatemala | 5-0 | Victoria | Amistoso | 88' |
| Selección absoluta |          |             |           |     |          |          |     |
| 1                  | 5-6-2011 | Varsovia    | Polonia   | 1-2 | Derrota  | Amistoso | 47' |

## Estadísticas
Actualizado al 14 de diciembre del 2024.
| Rosario Central Argentina | 1°            |               |     |     |    |    |    |    |     |     |
| Rosario Central Argentina | 1°            | 2004/05       | 27  | 2   | -  | -  | -  | -  | 27  | 2   |
| Rosario Central Argentina | 1°            | 2005/06       | 35  | 11  | -  | -  | 10 | 3  | 45  | 14  |
| Rosario Central Argentina | 1°            | 2006/07       | 17  | 7   | -  | -  | -  | -  | 17  | 7   |
| Rosario Central Argentina | 1°            | 2015          | 30  | 21  | 5  | 3  | -  | -  | 35  | 24  |
| Rosario Central Argentina | 1°            | 2016          | 11  | 7   | -  | -  | 8  | 8  | 19  | 15  |
| Rosario Central Argentina | 1°            | 2016/17       | 21  | 6   | 5  | 4  | -  | -  | 26  | 10  |
| Rosario Central Argentina | 1°            | 2017/18       | 17  | 3   | 4  | 0  | 2  | 0  | 23  | 3   |
| Rosario Central Argentina | 1°            | 2018/19       | 9   | 0   | 4  | 1  | -  | -  | 13  | 1   |
| Rosario Central Argentina | 1°            | 2019/20       | 7   | 4   | 1  | 1  | -  | -  | 8   | 5   |
| Rosario Central Argentina | 1°            | 2021          | 19  | 15  | 11 | 3  | 8  | 2  | 38  | 20  |
| Rosario Central Argentina | 1°            | 2022          | -   | -   | 11 | 4  | -  | -  | 11  | 4   |
| Rosario Central Argentina | 1°            | 2024          | 17  | 1   | 1  | 0  | 2  | 0  | 20  | 1   |
| Rosario Central Argentina | Total club    | Total club    | 210 | 77  | 42 | 16 | 30 | 13 | 282 | 106 |
| River Plate Argentina | 1°            | 2006/07       | 16  | 3   | -  | -  | 5  | 0  | 21  | 3   |
| River Plate Argentina | 1°            | 2007/08       | 12  | 4   | -  | -  | 3  | 0  | 15  | 4   |
| River Plate Argentina | Total club    | Total club    | 28  | 7   | -  | -  | 8  | 0  | 36  | 7   |
| Recreativo (cedido) · España | 1°            | 2007/08       | 14  | 4   | -  | -  | -  | -  | 14  | 4   |
| Recreativo (cedido) · España | 1°            | 2008/09       | 29  | 3   | 2  | 0  | -  | -  | 31  | 3   |
| Recreativo (cedido) · España | Total club    | Total club    | 43  | 7   | 2  | 0  | -  | -  | 45  | 7   |
| Villarreal "B" · España | 2°            | 2009/10       | 31  | 17  | -  | -  | -  | -  | 31  | 17  |
| Villarreal "B" · España | Total club    | Total club    | 31  | 17  | -  | -  | -  | -  | 31  | 17  |
| Villarreal · España | 1°            | 2009/10       | 4   | 0   | -  | -  | 1  | 1  | 5   | 1   |
| Villarreal · España | 1°            | 2010/11       | 30  | 5   | 4  | 2  | 12 | 4  | 46  | 11  |
| Villarreal · España | 1°            | 2011/12       | 31  | 9   | 1  | 0  | 5  | 0  | 37  | 9   |
| Villarreal · España | Total club    | Total club    | 65  | 14  | 5  | 2  | 18 | 5  | 88  | 21  |
| Dinamo Kiev · Ucrania | 1°            | 2012/13       | 11  | 1   | -  | -  | 4  | 0  | 15  | 1   |
| Dinamo Kiev · Ucrania | Total club    | Total club    | 11  | 1   | -  | -  | 4  | 0  | 15  | 1   |
| Évian (cedido) Francia | 1°            | 2013/14       | 25  | 1   | 4  | 0  | -  | -  | 29  | 1   |
| Évian (cedido) Francia | Total club    | Total club    | 25  | 1   | 4  | 0  | -  | -  | 29  | 1   |
| Tigres (cedido) · México | 1°            | 2014/15       | 9   | 0   | 4  | 1  | -  | -  | 13  | 1   |
| Tigres (cedido) · México | Total club    | Total club    | 9   | 0   | 4  | 1  | -  | -  | 13  | 1   |
| Atlético Paranaense (cedido) · Brasil | 1°            | 2019          | 23  | 4   | 8  | 2  | 11 | 7  | 42  | 13  |
| Atlético Paranaense (cedido) · Brasil | Total club    | Total club    | 23  | 4   | 8  | 2  | 11 | 7  | 42  | 13  |
| Deportivo Maldonado · Uruguay | 1°            | 2023          | 2   | 0   | -  | -  | -  | -  | 2   | 0   |
| Deportivo Maldonado · Uruguay | 1°            | 2024          | 11  | 3   | -  | -  | -  | -  | 11  | 3   |
| Deportivo Maldonado · Uruguay | Total club    | Total club    | 13  | 3   | -  | -  | -  | -  | 13  | 3   |
| Total carrera | Total carrera | Total carrera | 458 | 131 | 63 | 20 | 71 | 25 | 594 | 177 |
| (1) Incluye Copa del Rey, Copa de Francia, Copa de la Liga de Francia, Supercopa de México, Copa de México, Copa Argentina, Copa de Brasil, Copa de la Superliga Argentina y Copa de la Liga Profesional. (2) Incluye Copa Sudamericana, Copa Libertadores, UEFA Europa League, UEFA Champions League, Recopa Sudamericana y Copa Suruga Bank. |               |               |     |     |    |    |    |    |     |     |

### Tripletes
| Lista de partidos en los que anotó tres o más goles | Lista de partidos en los que anotó tres o más goles | Lista de partidos en los que anotó tres o más goles | Lista de partidos en los que anotó tres o más goles | Lista de partidos en los que anotó tres o más goles | Lista de partidos en los que anotó tres o más goles | Lista de partidos en los que anotó tres o más goles |
| N.º                                                 | Fecha                                               | Estadio                                             | Partido                                             | Goles                                               | Resultado                                           | Competición                                         |
| --------------------------------------------------- | --------------------------------------------------- | --------------------------------------------------- | --------------------------------------------------- | --------------------------------------------------- | --------------------------------------------------- | --------------------------------------------------- |
| 1                                                   | 7 de marzo de 2015                                  | Roberto N. Carminatti, Bahía Blanca                 | Olimpo - Rosario Central                            | Anotado · Anotado · Anotado                         | 1 - 3                                               | Primera División 2015                               |
| 2                                                   | 9 de marzo de 2016                                  | Gigante de Arroyito, Rosario                        | Rosario Central - River Plate (URU)                 | Anotado · Anotado · Anotado                         | 4 - 1                                               | Copa Libertadores 2016                              |
| 3                                                   | 2 de abril de 2019                                  | Joaquim A. Guimarães, Curitiba                      | Athletico Paranaense - Boca Juniors                 | Anotado · Anotado · Anotado                         | 3 - 0                                               | Copa Libertadores 2019                              |
| 4                                                   | 1 de marzo de 2020                                  | Gigante de Arroyito, Rosario                        | Rosario Central - Arsenal                           | Anotado · Anotado · Anotado                         | 3 - 1                                               | Primera División 2019-20                            |
| 5                                                   | 25 de noviembre de 2021                             | Brigadier Gral. Estanislao López, Santa Fe          | Colón - Rosario Central                             | Anotado · Anotado · Anotado                         | 1 - 4                                               | Primera División 2021                               |

### Distinciones individuales
| Distinción | Año       |
| --- | --------- |
| Jugador Promesa de la Liga BBVA 2010/2011                                                                                               | 2010      |
| Máximo goleador de la Primera División de Argentina (21 goles)                                                                          | 2015      |
| Parte del equipo ideal de la Copa Argentina                                                                                             | 2015      |
| Olimpia de Plata al Futbolista Argentino del Año                                                                                        | 2015      |
| Parte del equipo ideal de la Copa Argentina                                                                                             | 2016      |
| Tercer máximo goleador histórico de Rosario Central y máximo goleador del club en la era profesional de AFA (1939-presente) (106 goles) | 2021-Act. |
| Máximo goleador de la ciudad Rosario en la era profesional de AFA (1939-presente) con una sola camiseta (106 goles con Rosario Central) | 2022-Act. |

## Palmarés

### Títulos regionales
| Título                | Equipo               | Estado | Año  |
| --------------------- | -------------------- | ------ | ---- |
| Campeonato Paranaense | Athletico Paranaense | Paraná | 2019 |

### Títulos nacionales
| Título         | Equipo               | Sede     | Año  |
| -------------- | -------------------- | -------- | ---- |
| Copa Argentina | Rosario Central      | Mendoza  | 2018 |
| Copa de Brasil | Athletico Paranaense | Curitiba | 2019 |

### Títulos internacionales
| Título                     | Equipo               | Sede      | Año  |
| -------------------------- | -------------------- | --------- | ---- |
| Copa J.League-Sudamericana | Athletico Paranaense | Hiratsuka | 2019 |